# Чжао Юйдяо
Чжа́о Юйдя́о (кит. упр. 赵玉雕, палл. Zhào Yùdiāo, 25 мая 1989, Цзиньсянь, Китай) — китайская хоккеистка (хоккей на траве), нападающий. Серебряный призёр летних Олимпийских игр 2008 года.

## Биография
Чжао Юйдяо родилась 25 мая 1989 года в уезде Цзиньсянь.
Начала заниматься хоккеем на траве в декабре 2000 года в команде «Ляонин» из Даляня, за которую и выступала в дальнейшем.
В 2005 году выступала за молодёжную сборную Китая на чемпионате мира. В 2007 году была впервые приглашена в главную сборную страны.
В 2008 году вошла в состав женской сборной Китая по хоккею на траве на летних Олимпийских играх в Пекине и завоевала серебряную медаль. Играла на позиции нападающего, провела 7 матчей, забила 1 мяч в ворота сборной Германии.
В 2012 году вошла в состав женской сборной Китая по хоккею на траве на летних Олимпийских играх в Лондоне, занявшей 6-е место. Играла на позиции нападающего, провела 6 матчей, забила 2 мяча (по одному в ворота сборных Южной Кореи и Великобритании).
В 2016 году вошла в состав женской сборной Китая по хоккею на траве на летних Олимпийских играх в Рио-де-Жанейро, занявшей 9-е место. Провела 5 матчей, забила 1 мяч в ворота сборной Испании.
В 2010 году Азиатская федерация хоккея на траве признала её лучшим молодым игроком континента. В том же году Чжао завоевала золотую медаль летних Азиатских игр в Гуанчжоу. В 2014 году стала серебряным призёром летних Азиатских игр в Инчхоне.